# 佐々木明都
佐々木 明都（ささき あきと、2005年1月2日 - ）は、東京都江東区出身のプロ野球選手（投手・育成選手）。右投右打。福岡ソフトバンクホークス所属。

## 経歴

### プロ入り前
江東区立枝川小学校時代から「潮見パワーズ」で軟式野球を始め、仙台市立七北田中学校では「東北福祉仙台北リトルシニア」、横浜市立あかね台中学校では「横浜青葉シニア」に在籍する。
高校は福島県福島市の松韻学園福島高校に進学。3年生春の春季福島県大会では、エースとして同校の61年ぶりの県大会ベスト4入りを果たす。3年生の夏は第104回全国高等学校野球選手権福島大会で準々決勝に進出するも、光南高校に2対4で敗れた。
2022年10月20日に行われたプロ野球ドラフト会議にて、福岡ソフトバンクホークスから育成ドラフト6巡目指名され、支度金300万円、年俸360万円（金額は推定）で契約合意に達した。背番号は163。

### プロ入り後
2023年、二軍公式戦の登板はなく、三軍・四軍戦で2試合に登板する。10月5日、横浜市内の病院で「右肘関節内側側副靭帯再建術（トミー・ジョン手術）」を受けたことが発表された。
2024年はリハビリを主に行い、8月ごろに投球練習を再開した。

## 選手としての特徴
左足を高く振り上げる投球フォームで、自己最速146km/hの速球を記録する右腕。

## 詳細情報

### 背番号
- 163（2023年[7] - ）